# Tomori Pál híd
A Tomori Pál híd (korábban Kalocsa–Paks Duna-híd) Paks és Foktő közötti közúti híd a Dunán. A Duna magyarországi főágán a 21. híd. 2024. június 6-án adták át a forgalomnak.

## Története
Az 1438/2015. (VI. 30.) számú kormányhatározat rendelkezett először a Kalocsa és Paks térségében tervezett új Duna híddal kapcsolatos beruházásról. A Nemzeti Közlekedési Minisztérium 2015. november 27-én kelt, KIF/26791/2015-NFM számú rendelete rendelte el a tervezését. A megvalósítási és helykijelölő tanulmány 2015 szeptemberében készült.
A tervező kiválasztása két sikertelen tervkiírás után, a harmadik nekifutásra lett eredményes a hídra vonatkozóan.
Tervpályázatát 2017-ben nyerte el a CÉH Tervező, Beruházó és Fejlesztő Zrt., a Pont-TERV Mérnöki Tervező és Tanácsadó Zrt. és az UTIBER Közúti Beruházó Kft. konzorciuma. 2019 áprilisában a beruházó Nemzeti Infrastruktúra Fejlesztő Zrt. (NIF) átvette az átkelő és a kapcsolódó létesítmények építési engedélyét.
2020. május 27-én megjelent, hogy a végső tervezési és kivitelezési szakaszba lépő fejlesztést a Duna Aszfalt Kft. végzi el összesen 91,9 milliárd forint értékben. A híd, valamint a környező településekhez és az M6-os autópályához kapcsoló 512-es főút és az 5124-es mellékút végleges kiviteli terveit, illetve építkezését két alprojektben valósította meg az út- és hídépítő vállalat.
Az átkelő átadását követően megszűnt a Gerjen és Kalocsa - Meszes közötti kompjárat.

### Kivitelezés
A munkaterület átadására 2021. február 4-én került sor. Ezt követően indult a hídépítési munkák előkészítése a parton (területelőkészítés, fakivágás és bejáróút építés). Április elején megkezdődött a próbacölöpözés. A mederhíd próbacölöpök próbaterhelése lezajlott, mellyel párhuzamosan a szárazföldi próbacölöp elkészült az 1. hídfőnél és az előkészületeket követően kicsit később, amint az időjárási körülmények megengedték, megtörtént a 10. hídfőnél tervezett próbacölöp fúrása is. Az alapkövet 2021. június 10-én tették le. A híd átadása 2024. június 6-án történt meg. Átadása után alig egy évvel a Paks és Géderlak közötti kompjárat támogatását az új önkormányzat száz év után megszüntette, így az leállt.

### Névválasztás
2023 októberében a K.arc, kalocsai építészmérnökök által alapított, a város közéletében aktívan részt vevő Kalocsai Építészeti, Értékvédelmi, Urbanisztikai Társaság kezdeményezte Lázár János építési és közlekedési miniszternél, hogy a város és a térség jövőbeni fejlődését jelentősen befolyásoló Duna-hidat Tomori Pál egykori kalocsai érsekről nevezzék el. A nevet 2024 áprilisában fogadták el.

## Műszaki adatok
A 2017-es tervekben a híd hossza 1133 m volt, 10 támasszal. Az építési engedélyt kapott híd összesen mintegy 946,20 méter hosszú, kétszer 73 méter, 74,1 méter, 120 méter, 200 méter, 120 méter, 96,1 méter és végül kétszer 95 méter támaszközökkel. A híd főtartója kétcellás szekrénytartó, amelynek első részét mindkét oldalon konzolos kialakítású vasbeton pályalemez alkotja. A két középső támasznál a hídszerkezettől 21,8 méter magasságba nyúló vasbeton pilonok készülnek.
A bal és jobboldali hullámtéri hidak egyaránt háromnyílású, acél szekrénytartós gerendahidak ortotróp pályalemezzel. Az ártéri hidak hossza:220+286 m, a mederhíd hossza: 440 m. A híd közepén lévő szerkezet feszített-függesztett híd, míg a többi gerenda híd.
A felszerkezet szélessége 19,26–23,26 méter között váltakozik, melyen 2×3,5 méter szélességű úttestpályát, valamint kétoldali, kétirányú kerékpárutat alakítottnak ki a szükséges biztonsági sávokkal.
 A híd az M6-os autópálya 6234-es úti csomópontjáig meghosszabbításra kerülő 512-es főút hídja. Közigazgatásilag Kalocsát nem érinti. A Duna–Tisza közéről Foktő területén lép ki a Duna fölé, a dunántúli oldalon pedig Paks területén hagyja el a folyót.